# Hipólito Yrigoyen (Santa Cruz)
Hipólito Yrigoyen è un comune dell'Argentina (comisión de fomento secondo la nomenclatura amministrativa provinciale), appartenente alla provincia di Santa Cruz, nel dipartimento di Río Chico.
La comisión de fomento, nei pressi del lago Posadas, fu istituita con legge provinciale il 16 ottobre 1987.
In base al censimento del 2001, nel territorio comunale dimorano 171 abitanti, con un aumento del 46,15% rispetto al censimento precedente (1991).